# Мейтина, Елена Васильевна
Елена Васильевна Мейтина (1926 год, с. Мариновка, Атбасарский уезд, Акмолинская губерния, Казакская АССР, РСФСР, СССР — 10 июня 1997) — передовик сельскохозяйственного производства, свинарка. Герой Социалистического Труда (1971).

## Биография
Родилась в 1926 году в крестьянской семье в селе Мариновка Атбасарского уезда Акмолинской губернии (ныне — Атбасарский район Акмолинской области).
В 1943 году после окончания семилетней школы вступила в колхоз в селе Капитоновка Макинского района. Работала дояркой.
С 1962 года после объединения и реорганизации колхозов имени Сталина и «Путь к коммунизму» работала свинаркой в совхозе «Капитоновский» Макинского района. В 1968 году вступила в КПСС.
В 1970 году получила и вырастила от каждой свиноматки по 24 поросёнка. За выдающиеся достижения при выполнении планов 8-й пятилетки была удостоена в 1971 году звания Героя Социалистического Труда.
Избиралась депутатом Верховного Совета Казахской ССР 10 созыва, членом районного и областного комитетов компартии Казахстана.
Скончалась 10 июня 1997 года.

## Награды
- Герой Социалистического Труда — Указом Президиума Верховного Совета СССР «О присвоении звания Героя социалистического Труда передовикам сельского хозяйства Казахской ССР» от 8 апреля 1971 года за выдающиеся успехи, достигнутые в развитии сельскохозяйственного производства и выполнении пятилетнего плана продажи государству продуктов земледелия и животноводства удостоен звания Героя Социалистического Труда с вручением ордена Ленина и золотой медали «Серп и Молот»[1].
- Орден Ленина (1971)